# Georgetown (Arkansas)
Georgetown es un pueblo ubicado en el condado de White en el estado estadounidense de Arkansas. En el Censo de 2010 tenía una población de 124 habitantes y una densidad poblacional de 168,58 personas por km².

## Geografía
Georgetown se encuentra ubicado en las coordenadas 35°7′35″N 91°27′13″O / 35.12639, -91.45361. Según la Oficina del Censo de los Estados Unidos, Georgetown tiene una superficie total de 0.74 km², de la cual 0.74 km² corresponden a tierra firme y (0%) 0 km² es agua.

## Demografía
Según el censo de 2010, había 124 personas residiendo en Georgetown. La densidad de población era de 168,58 hab./km². De los 124 habitantes, Georgetown estaba compuesto por el 95.97% blancos, el 0% eran afroamericanos, el 0% eran amerindios, el 0% eran asiáticos, el 0% eran isleños del Pacífico, el 0.81% eran de otras razas y el 3.23% pertenecían a dos o más razas. Del total de la población el 0.81% eran hispanos o latinos de cualquier raza.